# Taracus spesavius
Espèce
Taracus spesavius est une espèce d'opilions dyspnois de la famille des Taracidae.

## Distribution
Cette espèce est endémique du Nevada aux États-Unis. Elle se rencontre dans le comté d'Elko dans la chaîne Ruby dans la grotte Lost Hope Cave.

## Description
Le mâle holotype mesure 5,1 mm.

## Systématique et taxinomie
Cette espèce a été décrite par Shear en 2016.

## Publication originale
- Shear & Warfel, 2016 : « The harvestman genus Taracus Simon 1879, and the new genus Oskoron (Opiliones: Ischyropsalidoidea: Taracidae). » Zootaxa, no 4180, p. 1–71.